# REEP2
REEP2 (англ. Receptor accessory protein 2) – білок, який кодується однойменним геном, розташованим у людей на короткому плечі 5-ї хромосоми. Довжина поліпептидного ланцюга білка становить 252 амінокислот, а молекулярна маса — 28 261.
| 10         |  | 20         |  | 30         |  | 40         |  | 50         |
| ---------- |  | ---------- |  | ---------- |  | ---------- |  | ---------- |
| MVSWIISRLV |  | VLIFGTLYPA |  | YSSYKAVKTK |  | NVKEYVKWMM |  | YWIVFAFFTT |
| AETLTDIVLS |  | WFPFYFELKI |  | AFVIWLLSPY |  | TKGSSVLYRK |  | FVHPTLSNKE |
| KEIDEYITQA |  | RDKSYETMMR |  | VGKRGLNLAA |  | NAAVTAAAKG |  | VLSEKLRSFS |
| MQDLTLIRDE |  | DALPLQRPDG |  | RLRPSPGSLL |  | DTIEDLGDDP |  | ALSLRSSTNP |
| ADSRTEASED |  | DMGDKAPKRA |  | KPIKKAPKAE |  | PLASKTLKTR |  | PKKKTSGGGD |
| SA         |  |            |  |            |  |            |  |            |

A: Аланін

D: Аспарагінова кислота

E: Глутамінова кислота

F: Фенілаланін

G: Гліцин

H: Гістидин

I: Ізолейцин

K: Лізин

L: Лейцин

M: Метіонін

N: Аспарагін

P: Пролін

Q: Глутамін

R: Аргінін

S: Серин

T: Треонін

V: Валін

W: Триптофан

Кодований геном білок за функцією належить до фосфопротеїнів. 
Задіяний у такому біологічному процесі, як альтернативний сплайсинг. 
Локалізований у мембрані.